# جون لويس (لاعب كريكت)
جون لويس (26 أغسطس 1975 في المملكة المتحدة - ) (بالإنجليزية: Jon Lewis)‏ هو لاعب كريكت بريطاني. شارك مع منتخب إنجلترا للكريكت. أما مع النوادي، فقد لعب مع نادي مقاطعة سري للكريكت ‏ ونادي مقاطعة غلوستر للكريكت ‏ ونادي مقاطعة ساسكس للكركيت ‏.

## وصلات خارجية
- جون لويس على موقع إي آس بي آن كريك إنفو (الإنجليزية)